# Milan Jovanović
Milan "Lane" Jovanović (født 18. april 1981 i Serbien) er en serbisk tidligere fodboldspiller. Han spillede for blandt andet Liverpool, Shakhtar Donetsk og Standard Liège. Han nåede desuden 44 kampe for Serbiens landshold.